# Tuam
Tuam (Tuaim em irlandês) é uma cidade da Irlanda e é situada no condado de Galway. Possui 6.885 habitantes (censo de 2006).